# Gioacchino de Gemmis
Gioacchino de Gemmis (Terlizzi, 4 ottobre 1746 – Terlizzi, 12 dicembre 1822) è stato un vescovo cattolico italiano.

## Biografia
Settimo degli otto figli del Barone Tommaso de Gemmis e di Francesca Bruni dei baroni di Cannavalle, Gioacchino de Gemmis fu avviato alla carriera ecclesiastica e prese gli ordini sacri nel 1770. 
Si trasferì a Napoli, dove, laureatosi in diritto civile e canonico, nel 1774 fu nominato arcidiacono della cattedrale di Terlizzi e dal 1776 fu vicario capitolare delle diocesi di Giovinazzo e Terlizzi.
Nel 1783 venne nominato arciprete della Cattedrale di Altamura. Diventò primo vescovo di Altamura, e nel 1789-1818 fu anche prelato nullius di Altamura dopo la nomina da parte di Papa Pio VI.
Nella stessa città, nominato rettore, diede nuovo impulso all'Università di Altamura, istituita nel 1748 dal suo predecessore Marcello Papiniano Cusano, favorendo, sulla base degli insegnamenti dell'amico Antonio Genovesi, lo studio delle scienze naturali nei loro rapporti con l'agricoltura. Agli insegnamenti economico-giuridici affiancò, infatti, materie scientifiche con l'aiuto del vicario Vitangelo Bisceglia che promosse in particolare lo studio della botanica grazie a ricerche condotte con Vincenzo Petagna e Michele Tenore. La riforma dell'Università di Altamura promossa dal de Gemmis aveva lo scopo di incentivare lo sviluppo economico insegnando ai giovani la nuova scienza applicata ai sistemi di produzione. Molti studenti furono attirati dai paesi limitrofi per l'istituzione di nuovi insegnamenti e corsi di botanica, mineralogia, chimica e fisica con Luca de Samuele Cagnazzi. De Gemmis raccolse numerosi libri istituendo anche una biblioteca universitaria.
Papa Pio VI, riconoscendone i meriti, lo promosse vescovo titolare di Listra nel 1798. Restaurò ed abbellì la Cattedrale di Altamura, che riconsacrò il 7 ottobre dello stesso anno, come si legge da una lapide ivi posta.
Nel 1799, anno della Rivoluzione altamurana, rischiando la vita, si recò egli di persona solo dal cardinale Fabrizio Ruffo per intercedere a favore dei rivoltosi altamurani, mischiandosi ai combattenti.  Per questo con disposizione di re Ferdinando IV di Napoli fu sospeso dalle sue funzioni ecclesiastiche con l'accusa di aver favorito il regime repubblicano.
Durante il decennio francese fu ristabilito da re Giuseppe Bonaparte prestando, nel 1808 a Napoli, il suo giuramento al nuovo re Gioacchino Murat. Nel 1818 fu promosso vescovo di Melfi e Rapolla, governando con grande saggezza e carità.
Fu decorato della croce di cavaliere del Regno delle Due Sicilie. Morì a Terlizzi il 12 dicembre 1822 e fu sepolto nella cappella gentilizia de Gemmis.

## La Rivoluzione altamurana
In qualità di arciprete della Cattedrale di Altamura, Gioacchino de Gemmis si distinse per il suo autentico spirito pastorale e dimostrò coraggio e un'inaspettata apertura mentale. Assecondò sempre gli altamurani, prima prendendo parte alla cerimonia di piantumazione dell'albero della libertà e cantando un Te Deum di ringraziamento quella sera stessa in cattedrale.
Durante gli scontri si recò egli stesso da Ruffo, chiedendo invano l'indulto per gli altamurani e rischiando in tal modo la sua vita. A differenza di quanto accadde con Raffaele Vecchioni e gli ingegneri Vinci e Oliverio, a Gioacchino de Gemmis fu consentito di ritornare.
Un altro suo grande merito, essendo terlizzese, fu quello di far accogliere a Terlizzi gli altamurani che erano fuoriusciti la notte del 9 maggio.

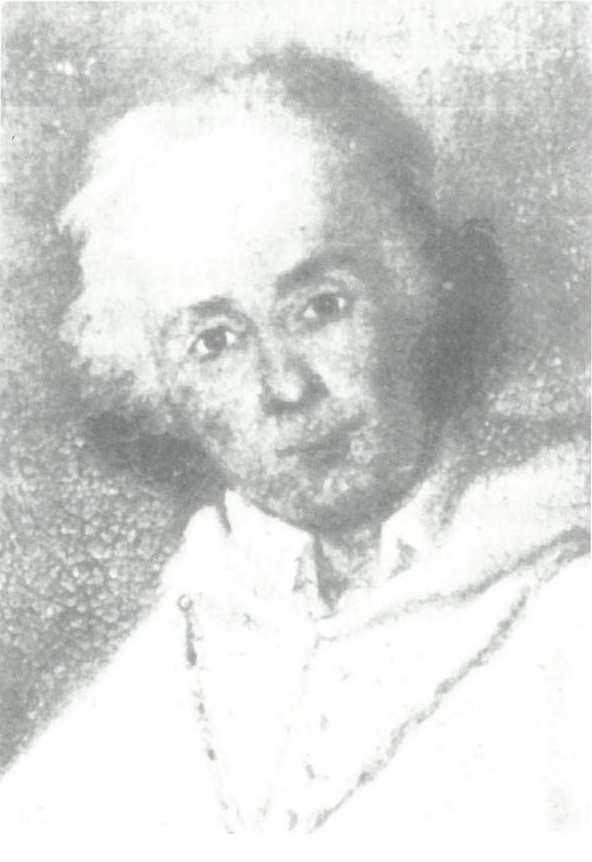
Gioacchino de Gemmis

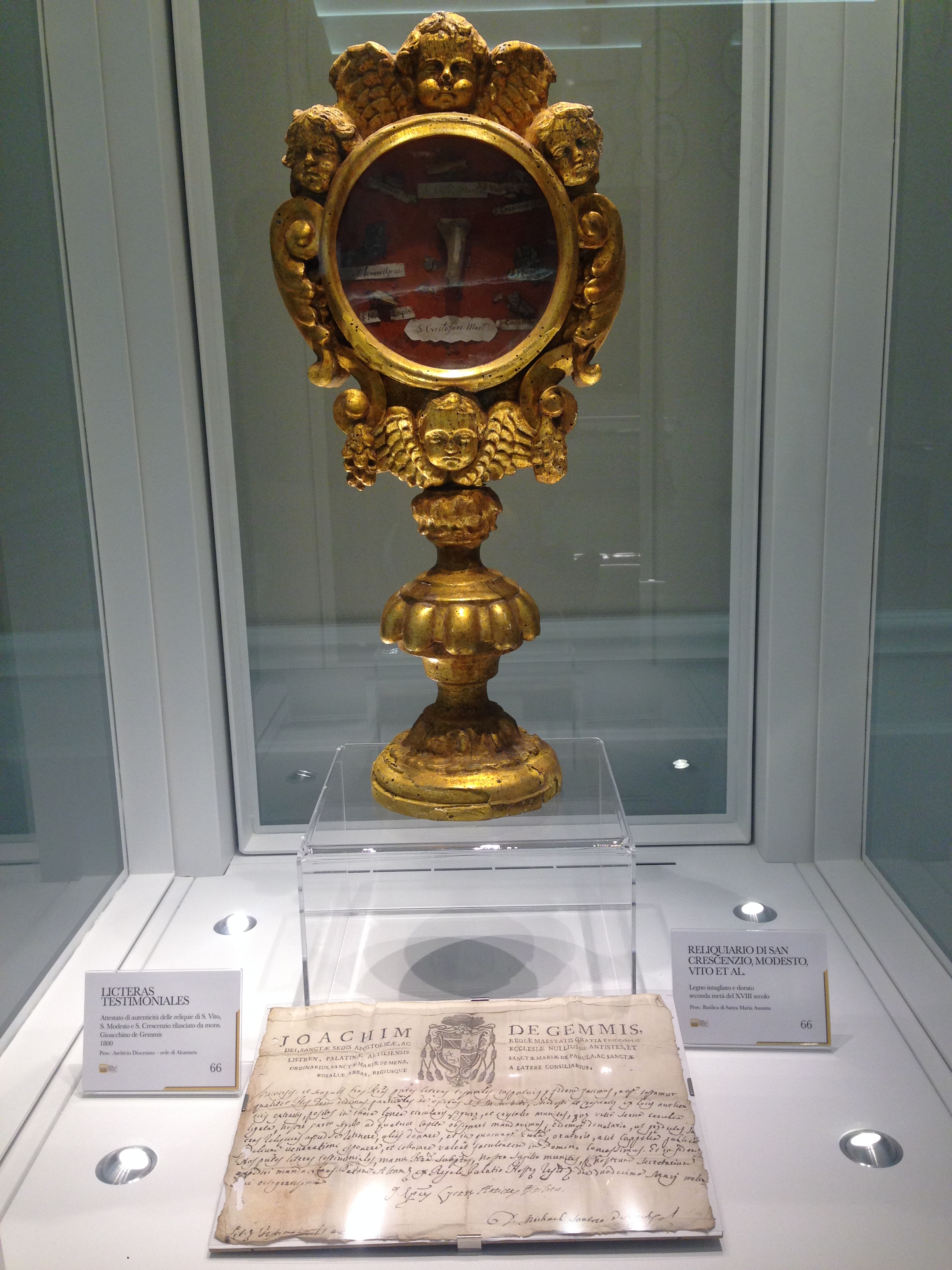
Reliquiario autenticato dal prelato Gioacchino de Gemmis (seconda metà del XVIII secolo, conservato presso il Museo Diocesano Matronei Altamura)

## Genealogia episcopale
La genealogia episcopale è:
- Cardinale Scipione Rebiba
- Cardinale Giulio Antonio Santori
- Cardinale Girolamo Bernerio, O.P.
- Arcivescovo Galeazzo Sanvitale
- Cardinale Ludovico Ludovisi
- Cardinale Luigi Caetani
- Cardinale Ulderico Carpegna
- Cardinale Paluzzo Paluzzi Altieri degli Albertoni
- Papa Benedetto XIII
- Papa Benedetto XIV
- Papa Clemente XIII
- Cardinale Marcantonio Colonna
- Cardinale Giacinto Sigismondo Gerdil, B.
- Cardinale Giulio Maria della Somaglia
- Arcivescovo Camillo Cattaneo della Volta
- Vescovo Gioacchino de Gemmis